# Psystar
Psystar är en tillverkare av datorer. Psystar uppger sig bland annat tillverka en Macintosh-kompatibel dator under namnet Open Computer till ett pris som är lägre än jämförbar modell tillverkad av Apple.